# Estanislao Marco
Estanislao Marco Valls (Vall de Uxó, 17 de mayo de 1873 - Valencia, 22 de junio de 1954) fue un compositor y guitarrista de España.

## Trayectoria
De origen muy humilde, a los cinco años se trasladó con su familia a Valencia, donde comenzó sus actuaciones como músico ambulante por las calles y plazas de la ciudad. Su padre Manuel Marco era guitarrista aficionado y le enseñó las primeras nociones del instrumento. Las lecciones de solfeo las recibió de su hermano Manuel, que asistía a la academia de música del maestro Penella, realizando grandes progresos en poco tiempo. Conoció a Tomás Rico, empresario del Teatro Principal de Valencia, quién le autorizó la entrada libre por la puerta del escenario que daba al foso donde se reunían los músicos de la orquesta, durante el entreacto. Allí, con apenas ocho años, se inició en el aprendizaje de la interpretación y técnica musical.
Tuvo ocasión de escuchar en directo y relacionarse con las grandes figuras de la época, como Tárrega, que actuó en noviembre de 1880, el violinista Pablo Sarasate, la soprano madrileña Adelina Patti, el tenor Francisco Viñas], y Antón Rubinstein.
En muchas ocasiones actuó con su hermano para algunas compañías de teatro, ópera y zarzuela. En 1887 fueron los encargados de organizar una rondalla de guitarras, laúdes y bandurrias con músicos ciegos, para la ejecución del pasacalle y la jota final del primer acto en el estreno de la zarzuela de Ruperto Chapí La Bruja, en el Teatro Principal de Valencia, y en La Dolores, de Tomás Bretón.

### CuartetoEl Turia
Su carrera concertística se desarrolló junto a sus hermanos, formando el cuarteto El Turia. Lo componían Manuel con la bandurria, Teresa con laúd y lira, Magenia con bandurria y lira, y Estanislao con la guitarra. Más tarde se convirtió en quinteto, con la entrada de Emilio al piano. Recorrieron España, llegando su fama más allá de las fronteras, lo que les llevó a actuar en Francia, Portugal y Argelia. Realizaron más de mil conciertos entre 1889 y 1907. Tenían un repertorio de más de 400 obras tocadas de memoria.
En una crítica de El Mercantil Valenciano el 2 de marzo de 1893 se lee

Diríase cuando se le oye que una misma fuerza les impele, como si fuesen piezas de un mecanismo perfecto y bien equilibrado, al que hay que agregar el alma, cuyas manifestaciones se revelan por medio de matices exquisitos y gradaciones de sonoridad que causa embeleso en el ánimo del auditorio.

En sus largas temporadas en Madrid, llegaron a actuar en diferentes ocasiones en el Palacio Real ante la regente María Cristina, la infanta Isabel, Alfonso XIII, y miembros de la nobleza y cuerpo diplomático. Estanislao lo relata en sus memorias:

Actuamos durante dos meses en el teatro Alhambra y a continuación, por mediación del director de orquesta valenciano Vicente Lleó, fuimos contratados para actuar en el Nuevo Teatro situado en la calle de Capellades. Allí conocimos a los hermanos Quintero. Cierto día, después de la comida, recibimos la visita de un alto empleado de Palacio, quien por encargo de Su Alteza la Infanta Doña Isabel nos encarecía el que nos entrevistásemos con el  Mayordomo Mayor de Palacio, señor duque de Sotomayor, con el fin de cumplimentar los deseos de Su Majestad y demás personas de la familia Real de oír al Cuarteto El Turia en concierto privado por estar la Corte de luto. Se convino en celebrar dicho concierto a las nueve y media de la noche en la fecha prefijada. Conviene advertir que nuestra actuación en el teatro era alrededor de las once de la noche. Con la exactitud de la cosas del Palacio, a las nueve y media en punto comenzaba nuestro concierto ante las personas Reales, a excepción de la Infanta Doña Isabel, que tomó asiento a mi lado. No ejecutamos un programa determinado, pues contando con un extensísimo repertorio y poseyendo S.M. la Reina una vasta cultura musical, cabe decir que ejecutamos las obras que nos iba pidiendo o indicando. Al dar las once sin notar hastío ni cansancio en los oyentes le recordé a mi hermano lo avanzado de la hora y nuestro compromiso del teatro, y dirigiéndose a la Reina le anunció nuestra retirada a lo que contestó esta algo sorprendida: ¿Tan pronto?

### Docencia
Cuando en 1907 se disolvió el quinteto El Turia, Estanislao Marco se retiró del mundo concertístico para dedicarse a la composición y a la docencia privada, fundando y dirigiendo la Rondalla Valenciana del Centro Instructivo Musical de Benimaclet y la Rondalla Segarra de Vall d´Uixó, en la que permaneció de 1943 a 1953.
Entre sus alumnos destacaron el valenciano Patricio Galindo, miembro fundador de la sociedad Amigos de la Guitarra, compositor de numerosas obras didácticas, y el murciano Narciso Yepes, que recibió sus enseñanzas en 1940 cuando contaba trece años de edad. En el disco Músicas de España y América (Zafiro, 1989), se puede leer el siguiente comentario suyo:

Estanislao Marco fue uno de los discípulos predilectos de Tárrega. Yo tuve la suerte de estudiar con él. La escuela de Tárrega se bifurcó en dos, los que tocaban con las yemas de los dedos, y los que se dejaban crecer las uñas. Al primer grupo pertenecían: Estanislao Marco, Josefina Robledo, Salvador García y Emilio Pujol. Al segundo: Miguel Llobet y Joaquín García de la Rosa, con quién también tuve la suerte de estudiar. Él era un anciano y yo un niño de trece años, pero recuerdo aquel contacto como un milagro de mi existencia. Hablamos los dos como si tuviéramos la misma edad. No recuerdo quién se acercaba a quién, pero estoy seguro de que en ese misterio estaba la clave de la corriente que se establece entre discípulo y maestro y por la que pasaban no solo conocimiento y experiencias sino un amor. Esta Guajira es la primera obra que un compositor escribió para mí y yo deseo acabar el disco con ella para rendir homenaje al hombre que depositó su confianza en mí cuando yo era apenas un adolescente. Espero no haber defraudado la suya ni la de ninguno de los que se brindaron a enseñarme lo mejor de ellos mismos.

## Composición
Sus composiciones para guitarra se insertan en la estética de la música de salón. La mayoría son piezas breves, valses, mazurkas, y tangos. Adaptó el folclore de algunas regiones españolas como queda reflejado en su Gran Jota Aragonesa, y sus Malagueñas, Granadinas, y danzas valencianas.
Su catálogo supera el centenar de obras originales para guitarra, además de una larga lista de transcripciones para rondalla de los grandes maestros. Como obras didácticas tiene un método de guitarra, un método para laúd y varios cuadernos de estudios técnicos progresivos. Tan solo publicó dos obras en la Biblioteca Fortea: Serenata y Preludio en Re, por lo que su obra ha permanecido inédita casi medio siglo hasta la investigación iniciada por Jorge Orozco en el año 2000, que ha dado sus primeros frutos con la grabación de su obra patrocinada por el Instituto Valenciano de la Música.